# Kornelis Oosterhuis
K. (Kornelis) Oosterhuis (geboren in Leek, 21 september 1918; overleden in Delfzijl, 14 oktober 2005) was een Nederlands politicus van de VVD.
Zijn vader, Geert Oosterhuis, was burgemeester van Marum.
Na een ambtelijke loopbaan bij de gemeentes Leek, Odoorn, Delfzijl, Leens, Groningen en laatstelijk Vlagtwedde waar hij chef van de afdeling Personeelszaken was, werd hij op 16 november 1964 benoemd tot burgemeester van Schiermonnikoog.
Tijdens zijn bewind werden op Schiermonnikoog een dorpshuis, het openluchtzwembad, het bejaardentehuis en een nieuw scholencomplex gebouwd.
Tevens werd Schiermonnikoog als eerste waddeneiland op het aardgasnet aangesloten.
Bij zijn afscheid op 16 augustus 1976 werd hem de zilveren erepenning van de Gemeente Schiermonnikoog uitgereikt.
Vanaf die datum was hij werkzaam als burgemeester van Stavoren, tot de opheffing van die gemeente op 1 januari 1984.